# Selección de fútbol sub-20 de Zambia
La Selección de fútbol sub-20 de Zambia, conocida como la Selección juvenil de fútbol de Zambia, es el equipo que representa al país en la Copa Mundial de Fútbol Sub-20 y en el Campeonato Juvenil Africano, y es controlada por la Asociación de Fútbol de Zambia.

## Estadísticas

### Mundial Sub-20
- de 1977 a 1997: No participó
- 1999: Primera ronda
- de 2001 a 2005: No clasificó
- 2007: Octavos de final
- de 2009 a 2015: No clasificó
- 2017: Cuartos de final
- 2019: No clasificó

## Jugadores destacados
- Rainford Kalaba
- Nyambe Mulenga
- Rodgers Kola
- Aggripa Simpemba
- Jacob Banda
- Fwayo Tembo
- Joseph Zimba
- Clifford Mulenga
- Francisco Mwepu

## Entrenadores
- Ben Bamfuchile (1999-2001)
- George Lwandamina (2002-2008)
- Keagan Mumba (2010-2011)
- Beston Chambeshi (2017-2021)
- Oswald Mutapa (2022)
- Chisi Mbewe (2022-)